# راي نيلسون
راي نيلسون (بالإنجليزية: Ray Nelson)‏‏ (3 أكتوبر 1931 في سكنيكتادي، نيويورك - 30 نوفمبر 2022) رسام كارتون، وروائي، وكاتب خيال علمي من الولايات المتحدة.

## روابط خارجية
- راي نيلسون على موقع IMDb (الإنجليزية)
- راي نيلسون على موقع ميوزك برينز (الإنجليزية)
- راي نيلسون على موقع قاعدة بيانات الفيلم (الإنجليزية)